# Mycteroperca jordani
Mycteroperca jordani là một loài cá thuộc họ Serranidae. Nó là loài đặc hữu của México.